# Макс Отте
Макс Отте (нім. Max Otte; нар. 7 жовтня 1964 як Маттіас Отте (нім. Matthias Otte), Плеттенберг) — німецько-американський економіст. Здобув ступінь доктора філософії Принстонського університету (1997). Очолює Інститут розвитку активів (IFVE), який він заснував у 2003 році, обіймав посади професора у Вормсі, Граці та Ерфурті і працює менеджером інвестиційних фондів. Написав кілька бестселерів, переважно на теми фінансової політики. З червня 2018 по січень 2021 року був головою опікунської ради пов'язаного з AfD Фонда Дезидерія Еразма (нім. Desiderius-Erasmus-Stiftung).